# 奎利亞雀屬
奎利亞雀屬（学名：Quelea）是織布鳥科的一屬非洲小鸟。這些都是小規模喜歡群居的鳥類，食穀物的种子，因此常造成規模頗大的農業損失。其中紅嘴奎利亞雀可說是在世界上最多的鳥類。

## 下属物种
本属包括以下物种：
- 绯红奎利亚雀 Quelea cardinalis (Hartlaub, 1880)
- 红头奎利亚雀 Quelea erythrops (Hartlaub, 1848)
- 红嘴奎利亚雀 Quelea quelea (Linnaeus, 1758)
- Quelea sanguineirostris